# Volta a Marrocos
A Volta a Marrocos (oficialmente: طواف المغرب Tawaf Al Maghreb) é uma competição de ciclismo profissional que se disputa anualmente em Marrocos.
A primeira edição disputou-se em 1937 e foi vencida pelo espanhol Mariano Cañardo. A prova não se celebrou em muitas edições mas desde 2006 se celebra ininterruptamente.
A prova tem o seu início e a sua final na cidade de Casablanca. Atualmente, consta de dez etapas e desde a criação dos Circuitos Continentais UCI em 2005 pertence ao circuito UCI Africa Tour na categoria 2.2 (última categoria do profissionalismo), anteriormente era de categoria 2.5 (igualmente última categoria do profissionalismo).

## Palmarés
| Ano       | Ganhador                    | Segundo             | Terceiro               |
| --------- | --------------------------- | ------------------- | ---------------------- |
| 1937      | Mariano Cañardo             | Antonio Prior       | Nello Troggi           |
| 1938      | Mariano Cañardo             | Louis Aimar         | Ahmed Djelalhli        |
| 1939      | Oreste Bernardoni           | François Adam       | Julián Berrendero      |
| 1940-1948 | Não se disputou             | Não se disputou     | Não se disputou        |
| 1949      | André Brulé                 | Pierre Brambilla    | Albert Dolhats         |
| 1950      | Olimpio Bizzi               | Adolphe Deledda     | Roger Pontet           |
| 1951      | Attilio Redolfi             | Gino Sciardis       | Kléber Piot            |
| 1952      | Franco Giacchero            | Marcel Huber        | Maurice Blomme         |
| 1953      | Hilaire Couvreur            | Ugo Anzile          | Lucien Teisseire       |
| 1954      | Marcel Huber                | Siro Bianchi        | Louis Caput            |
| 1955      | Jan Adriaensens             | François Mahé       | Georges Meunier        |
| 1956      | Não se disputou             | Não se disputou     | Não se disputou        |
| 1957      | Francis Anastasi            | Carmelo Morais      | Armand Dei Caro        |
| 1958      | Não se disputou             | Não se disputou     | Não se disputou        |
| 1959      | André Bar                   | Stéphane Lach       | Mohamed O Gourch       |
| 1960      | Mohamed O Gourch            | Robert Aubry        | Pierre Tymen           |
| 1961-1963 | Não se disputou             | Não se disputou     | Não se disputou        |
| 1964      | Mohamed O Gourch            | Joseph Timmermann   | Antonio Tous           |
| 1965      | Mohamed O Gourch            | Abderahmane Farak   | Pierre Campagnaro      |
| 1966      | Não se disputou             | Não se disputou     | Não se disputou        |
| 1967      | Gösta Pettersson            | Mohamed O Gourch    | Erik Pettersson        |
| 1968      | Curd Söderlund              | Gabriel Moiceanu    | Mohamed O Gourch       |
| 1969      | Abderahmane Farak           | Walter Bürki        | Mohamed O Gourch       |
| 1970      | Não se disputou             | Não se disputou     | Não se disputou        |
| 1971      | Claude Magni                | Zbigniew Gorski     | Zdristan Budek         |
| 1972      | Valeri Likatchev            | Fedor den Hertog    | Anatoli Starkov        |
| 1973      | Não se disputou             | Não se disputou     | Não se disputou        |
| 1974      | Andres Jacobson             | Alexandre Yudin     | Alexandre Gussiatnikov |
| 1975      | Não se disputou             | Não se disputou     | Não se disputou        |
| 1976      | Viktor Panchenkov           | Aavo Pikkuus        | Vikenti Basko          |
| 1977-1980 | Não se disputou             | Não se disputou     | Não se disputou        |
| 1981      | Ladislav Ferebauer          | Mustafa Nejari      | Jiri Skoda             |
| 1982      | Não se disputou             | Não se disputou     | Não se disputou        |
| 1983      | Andreas Petermann           | Falk Boden          | Mustafa Nejari         |
| 1984      | Não se disputou             | Não se disputou     | Não se disputou        |
| 1985      | Marat Ganeev                | Poloni              | Komisaruk              |
| 1986      | Não se disputou             | Não se disputou     | Não se disputou        |
| 1987      | Arturas Kasputis            | Vassili Schpundov   | Ivan Romanov           |
| 1988-1992 | Não se disputou             | Não se disputou     | Não se disputou        |
| 1993      | Régis Simon                 | Youri Sourkov       | Pankov                 |
| 1994-2000 | Não se disputou             | Não se disputou     | Não se disputou        |
| 2001      | Nathan Dahlberg             | Fortunato Baliani   | Marcin Lewandowski     |
| 2002-2003 | Não se disputou             | Não se disputou     | Não se disputou        |
| 2004      | Jeremy Maartens             | Marcin Sapa         | Ilya Krestyaninov      |
| 2005      | Não se disputou             | Não se disputou     | Não se disputou        |
| 2006      | Jan Sipeky                  | Alexeï Bauer        | Vassili Katuntsev      |
| 2007      | Nicholas White              | Neil McDonald       | Waylon Woolcoock       |
| 2008      | Alekséi Shchebelin          | Sławomir Kohut      | Ian McLeod             |
| 2009      | Alexandr Dymovskikh         | Bartłomiej Matysiak | Ioannis Tamouridis     |
| 2010      | Dean Podgornik              | Valeri Kobzarenko   | Radoslav Rogina        |
| 2011      | Mouhssine Lahsaini          | Daryl Impey         | Johann Rabie           |
| 2012      | Reinardt Janse van Rensburg | Adil Jelloul        | Ivaïlo Gabrovski       |
| 2013      | Mathieu Perget              | Maroš Kováč         | Andrey Mizourov        |
| 2014      | Julien Loubet               | Mouhssine Lahsaini  | Alessandro Mazzi       |
| 2015      | Tomasz Marczynski           | Vladimir Gusev      | Anass Aït El Abdia     |
| 2016      | Stefan Schumacher           | Patrik Tybor        | Alessandro Malaguti    |
| 2017      | Anass Aït El Abdia          | Chris Jones         | Axel Journiaux         |
| 2018      | David Rivière               | Alexey Vermeulen    | Nikodemus Holler       |
| 2019      | Laurent Évrard              | Edmund Bradbury     | Louis Pijourlet        |
| 2020      | Cancelada                   | Cancelada           | Cancelada              |
| 2021      | Cancelada                   | Cancelada           | Cancelada              |

## Palmarés por países
| País            | Vitórias |
| --------------- | -------- |
| França          | 9        |
| União Soviética | 5        |
| Marrocos        | 5        |
| Bélgica         | 4        |
| África do Sul   | 3        |
| Espanha         | 2        |
| Itália          | 2        |
| Suécia          | 2        |
| Alemanha        | 2        |
| Chéquia         | 1        |
| Suíça           | 1        |
| Austrália       | 1        |
| Eslováquia      | 1        |
| Rússia          | 1        |
| Eslovênia       | 1        |
| Polónia         | 1        |